# Pianosonate nr. 4 (Weinberg)
De Russische componist Mieczysław Weinberg voltooide zijn Pianosonate nr. 4 in augustus 1955.
Weinberg had te maken met de nasleep van de ban op zijn formalistisch werk, uitgesproken in 1948. David Fanning, biograaf van Weinberg, linkte ook dit werk aan werken van Dmitri Sjostakovitsj en wel aan diens 24 Preludes en fuga's en Strijkkwartet nr. 3. Hij constateerde eenzelfde soort melancholie. Weinberg hanteerde een vierdelige sonate: 
- Allegro
- Allegro (a klein)
- Adagio (Bes groot)
- Allegro - Largo

De pianist Emil Gilels, liefhebber van het werk van Weinberg en diens vriend, nam de première van dit werk voor zijn rekening op 19 februari 1957. Hij nam het toen ook op. Andere opnamen kwam van Murray McLachlan (jaren 90) en Allison Brewster Franzetti (2009/2010). 